# Велицке-Плесо
Ве́лицке-Плесо (словац. Velické pleso, пол. Wielicki Staw, венг. Felkai-tó, нем. Felker See) — озеро на нижнем уровне верхней части Велицкой долины в горах Высокие Татры.
Озеро Велицке-Плесо является крупнейшим в Велицкой долине. Оно имеет площадь 2,241 га, глубину 4,5 м и находится на высоте 1665,5 м над уровнем моря. Рядом расположен горный отель Силезский дом. Из озера вытекает Велицкий поток. Над озером, в долине расположены Долгое озеро, Кветницовое озерцо и Верхние Велицкие озерца.

## Название
Название озера связано с расширением бывшего города Велька (ныне городского квартала Попрада). Эта территория изначально относилась к герлаховскому и велькославковскому районам, но своё наименование получило по городу Велька. Новая форма прилагательного (согласно Словарю словацкого языка) — «veľčianske/вельчанске» (озеро), но тем не менее в названии озера, долины и горного пика используется слово «velické/Велицкое» озеро, Велицкая долина, Велицкий штит. Изменение названия, появившегося в XIII веке, несомненно, полностью подчиняется правилам словацкого языка.

## Пешие прогулки
Вокруг озера проходит туристская тропа (зелёная маркировка), ведущая из Силезского дома на Польский гребень. Из Велицкой долины на Герлаховский штит также ведёт тропа. Подъём по ней разрешен только с горным гидом.

## Достопримечательности
Озеро Велицке-Плесо образовалось после отступления айсберга. Над ним находится небольшая морена. Его плоское дно создано в результате эрозии. На его берегу в специально построенном павильоне 3 июля 1995 года во время визита в Словакию молился Папа Римский Иоанн Павел II.